# 幌内住吉駅
幌内住吉駅（ほろないすみよしえき）は、北海道三笠市住吉町（現、幌内住吉町）にあった日本国有鉄道幌内線の駅（廃駅）である。事務管理コードは▲131503。

## 歴史
戦後の石炭増産体制により幌内炭鉱の就業人員が増え、幌内駅周辺から当地区まで住宅地が広がった。このため炭鉱組合からの強い要望で当駅が設置された。当駅付近は幌内駅への坂の途中にある約700m長の水平地で、三笠駅からの機関車はここで目一杯加速して最大25パーミルの急坂を登り切っていたが、当駅へ停車する車両は加速することができず、冬場は一度で登り切れない事が多々あり、機関士泣かせの駅であった。

### 年表
- 1950年（昭和25年）1月20日：国鉄の住吉仮乗降場として開業[1]。
- 1951年（昭和26年）2月14日以前：幌内住吉仮乗降場に改称[1]。
- 1958年（昭和33年）8月5日：駅に昇格[1]。旅客のみ取扱い[1]。
- 1965年（昭和40年）5月1日：窓口営業を廃止し、無人化[4]。
- 1972年（昭和47年）11月1日：廃駅[1]。

### 駅名の由来
地名より。

## 駅構造
開業時から廃止時点まで単式ホーム1面1線の石組み土盛の地上駅。三笠駅に向かって右手に設置され、幌内駅側は踏切が接していた。駅舎はホーム上の踏切近くに設けられていた。

## 駅跡
レールが残っており、踏切近くに石組みのホームの一部が残されている。

## 隣の駅
北海道旅客鉄道（JR北海道）
幌内線
三笠駅 - 幌内住吉駅 - 幌内駅